# Mario David (labdarúgó)
Mario David (Udine, 1934. április 13. – Monfalcone, 2005. július 26.) olasz labdarúgóhátvéd, edző.
Az olasz válogatott tagjaként részt vett az 1962-es labdarúgó-világbajnokságon.